# Liste des édifices labellisés « Architecture contemporaine remarquable » du Var
Cet article recense les édifices labellisés « Architecture contemporaine remarquable » du département du Var, en France.
Le label « Architecture contemporaine remarquable » remplace depuis 2016 l'ancien label « Patrimoine du XXe siècle ». Il ne prend en compte que des édifices de moins de 100 ans à la date de labellisation, et qui ne sont pas protégés comme monuments historiques.
Au début 2024, le Var compte 36 édifices ainsi labellisés.

## Liste
| Monument                                                          | Commune               | Adresse                                                  | Coordonnées                      | Notice     | Date | Illustration                       |
| ----------------------------------------------------------------- | --------------------- | -------------------------------------------------------- | -------------------------------- | ---------- | ---- | ---------------------------------- |
| Pont de Chaulière                                                 | Aiguines              | La Mescla                                                | 43° 43′ 49″ nord, 6° 23′ 15″ est | ACR0001427 | 2000 | Pont de Chaulière                  |
| Domaine des Engraviers (Résidences Athéna et Athena Port)         | Bandol                | 1390 boulevard des Graviers                              | 43° 08′ 11″ nord, 5° 43′ 48″ est | ACR0001428 | 2000 | Image manquante Téléverser         |
| Résidence Les Katikias et résidence hôtelière Le Bosquet          | Bandol                | 121 chemin de l'Escourche                                | 43° 08′ 38″ nord, 5° 45′ 35″ est | ACR0001429 | 2012 | Image manquante Téléverser         |
| Villa l'Esquilette                                                | Bormes-les-Mimosas    | 26 rue de l'Esquilette Domaine du Cap Bénat              | 43° 06′ 09″ nord, 6° 22′ 00″ est | ACR0001430 | 2000 | Image manquante Téléverser         |
| Village des Fourches                                              | Bormes-les-Mimosas    | Domaine du Gaou-Bénat                                    | 43° 06′ 36″ nord, 6° 21′ 18″ est | ACR0001431 | 2000 | Image manquante Téléverser         |
| Coopérative vinicole La Laborieuse (Actuel cellier des Templiers) | Bras                  | Route de Cavaillon                                       | 43° 28′ 11″ nord, 5° 57′ 03″ est | ACR0001432 | 2000 | Image manquante Téléverser         |
| Marines : résidence La Brigantine et résidence La Galiote         | Cogolin               |                                                          | 43° 15′ 47″ nord, 6° 35′ 17″ est | ACR0001583 | 2018 | Image manquante Téléverser         |
| Cave coopérative La Fréjussienne                                  | Fréjus                | Rue Henri-Vadon                                          | 43° 26′ 02″ nord, 6° 43′ 51″ est | ACR0001433 | 2000 | Cave coopérative La Fréjussienne   |
| Station balnéaire de Port Grimaud                                 | Grimaud               |                                                          | 43° 16′ 12″ nord, 6° 35′ 06″ est | ACR0001434 | 2000 | Station balnéaire de Port Grimaud  |
| Chapelle Notre-Dame-de-Consolation                                | Hyères                | Boulevard Félix-Descroix                                 | 43° 05′ 55″ nord, 6° 07′ 39″ est | ACR0001436 | 2014 | Chapelle Notre-Dame-de-Consolation |
| Résidence Le Roqueirol                                            | Hyères                | Place de Noailles Quartier de Martinet                   | 43° 06′ 54″ nord, 6° 07′ 57″ est | ACR0001437 | 2015 | Image manquante Téléverser         |
| Résidence Le Vendôme                                              | Hyères                | 11 avenue du 8-Mai                                       | 43° 06′ 58″ nord, 6° 07′ 51″ est | ACR0001720 | 2015 | Image manquante Téléverser         |
| Station balnéaire Simone-Berriau-Plage                            | Hyères                | Route des Salins                                         | 43° 06′ 48″ nord, 6° 11′ 36″ est | ACR0001435 | 2000 | Image manquante Téléverser         |
| Villa Altair                                                      | Le Lavandou           | Chemin François-Daniel                                   | 43° 08′ 51″ nord, 6° 26′ 36″ est | ACR0001441 | 2007 | Image manquante Téléverser         |
| Villa Le Pin-Blanc                                                | Le Lavandou           | 490 avenue du Levant                                     | 43° 08′ 40″ nord, 6° 23′ 23″ est | ACR0001442 | 2007 | Image manquante Téléverser         |
| Villa Les Alizés                                                  | Le Lavandou           | 4 avenue des Dryades                                     | 43° 08′ 38″ nord, 6° 22′ 58″ est | ACR0001443 | 2000 | Image manquante Téléverser         |
| Résidence Jasimoun                                                | Le Lavandou           | 9 avenue Colonel-Rigaud                                  | 43° 08′ 21″ nord, 6° 22′ 40″ est | ACR0001444 | 2000 | Image manquante Téléverser         |
| Centre artistique et culturel de Châteauvallon                    | Ollioules             | 795 chemin de Châteauvallon                              | 43° 08′ 50″ nord, 5° 52′ 44″ est | ACR0001445 | 2018 | Image manquante Téléverser         |
| Monument au Dixmude                                               | Pierrefeu-du-Var      | Place du Dixmude                                         | 43° 13′ 40″ nord, 6° 08′ 35″ est | ACR0001446 | 2007 | Image manquante Téléverser         |
| Village du Merlier                                                | Ramatuelle            | Route du phare de Camarat                                | 43° 11′ 46″ nord, 6° 39′ 55″ est | ACR0001447 | 2000 | Image manquante Téléverser         |
| Villa Key Largo                                                   | Rayol-Canadel-sur-Mer | Avenue de la Corniche                                    | à géolocaliser                   | ACR0001448 | 2007 | Image manquante Téléverser         |
| Ancien dancing La Batterie                                        | Roquebrune-sur-Argens | Le Val d'Esquières                                       | 43° 20′ 27″ nord, 6° 41′ 01″ est | ACR0001449 | 2000 | Image manquante Téléverser         |
| L'Arbois                                                          | Sainte-Maxime         | 24 avenue du Général-Leclerc                             | 43° 18′ 23″ nord, 6° 38′ 35″ est | ACR0001450 | 2007 | Image manquante Téléverser         |
| Le Clos de la Madrague                                            | Sainte-Maxime         | Chemin de la Vierge-Noire                                | 43° 18′ 49″ nord, 6° 39′ 14″ est | ACR0001451 | 2007 | Image manquante Téléverser         |
| Palais des Sirènes                                                | Sainte-Maxime         | 1 avenue Jean-Jaurès                                     | 43° 18′ 32″ nord, 6° 38′ 12″ est | ACR0001452 | 2007 | Image manquante Téléverser         |
| Maison Fontanelatto                                               | Sainte-Maxime         | 4 avenue de la Nartelle                                  | 43° 19′ 36″ nord, 6° 39′ 48″ est | ACR0001453 | 2007 | Image manquante Téléverser         |
| Station balnéaire des Sablettes                                   | La Seyne-sur-Mer      | Hameau des Sablettes                                     | 43° 04′ 43″ nord, 5° 53′ 40″ est | ACR0001439 | 2006 | Image manquante Téléverser         |
| Villa Sylvacanne                                                  | La Seyne-sur-Mer      | 611 rue Raphaël-Dubois                                   | 43° 05′ 09″ nord, 5° 53′ 48″ est | ACR0001438 | 2000 | Image manquante Téléverser         |
| Caisse d'épargne                                                  | Toulon                | 20 rue Peiresc                                           | 43° 07′ 36″ nord, 5° 55′ 47″ est | ACR0001455 | 2007 | Image manquante Téléverser         |
| Chapelle de la Transfiguration                                    | Toulon                | 182 rue Francis-Garnier                                  | 43° 08′ 06″ nord, 5° 56′ 10″ est | ACR0001456 | 2015 | Image manquante Téléverser         |
| Frontale-du-Port                                                  | Toulon                | Quai Cronstadt                                           | 43° 07′ 13″ nord, 5° 55′ 54″ est | ACR0001457 | 2000 | Image manquante Téléverser         |
| HLM Bazeilles                                                     | Toulon                | Boulevard Bazeille Place Émile-Claude Quartier Mourillon | 43° 06′ 46″ nord, 5° 56′ 19″ est | ACR0001458 | 2015 | Image manquante Téléverser         |
| Palais Paris France                                               | Toulon                | 9 boulevard de Strasbourg                                | 43° 07′ 31″ nord, 5° 55′ 50″ est | ACR0001459 | 2007 | Image manquante Téléverser         |
| Piscine du Port-Marchand                                          | Toulon                | Quartier du Port-Marchand                                | 43° 06′ 46″ nord, 5° 55′ 53″ est | ACR0001460 | 2007 | Image manquante Téléverser         |
| Quartier du Port-Marchand                                         | Toulon                |                                                          | 43° 06′ 50″ nord, 5° 56′ 06″ est | ACR0001461 | 2007 | Image manquante Téléverser         |
| Résidence La Coupiane                                             | La Valette-du-Var     | Avenue Paul-Valéry                                       | 43° 07′ 38″ nord, 5° 59′ 26″ est | ACR0001440 | 2015 | Image manquante Téléverser         |